# Лустов Володимир Миколайович
Лустов Володимир Миколайович  ( 14 вересня 1964 — 2 жовтня 1983) — радянський військовик, учасник афганської війни. Посмертно нагороджений орденом Червоної зірки.

## Біографія
Лустов Володимир Миколайович народився 14 вересня 1964 року в селищі міського типу Комсомольське Зміївського району Харківської області у російській селянській родині.
По закінченню школи, працював слюсарем на Зміївській ТЕС. До Збройних сил СРСР його призвали 29 вересня 1982. З грудня 1982 року (за іншими даними з червня 1983 року) в Афганістані.
Був рядовим на посаді стрілець-гранатометник у 191-му окремому мотострілецькому полку. Під час служби, п'ять разів бував у бойових рейдах та більше тридцяти раз супроводжував колони. 2 жовтня 1983 він перебував у складі загону забезпечення руху колони, коли вона, поблизу  кишлака Сурпуль провінції Вардак потрапила в засідку і була обстріляна. Помер під час допомоги пораненому товаришу у цій сутичці. Разом з нім загинули: майор Лотіев Володимир Георгійович, старший прапорщик Саліхов Раліф Шаріповіч, прапорщик Корнійчук Андрій Петрович, прапорщик Охріменко Григорій Карпович, сержант Романов Ігор Анатолійович, рядовий Борщ Василь Миколайович, рядовий Журавльов Геннадій Володимирович, рядовий Чайковський Юрій Вікторович, рядовий Кулинский Павло Володимирович та молодший сержант Муминов Тоштемір Останаевіч який був поранений в бою і помер у 650-му військовому госпіталі Кабула 3 жовтня. Похований у селі Лиман Зміївського району. Згідно «Книзі Пам'яті про радянських воїнів» Лустов Володимир Миколайович в бою проявив себе сміливо і рішуче.

## Нагороди
- орден Червоної Зірки (посмертно)

## Пам'ять
- Його ім'я викарбуване на одній з плит Меморіального комплексу пам'яті воїнів України, полеглих в Афганістані у Києві[3].
- Його ім'я викарбуване на одній з плит Меморіалу пам'яті воїнів-інтернаціоналістів у Харкові[4].
- Встановлена в м.Слобожанському (кол. Комсомольське) пам'ятна меморіальна дошка